# Hospital General de Valladolid
El Hospital General de Valladolid es una unidad médica que se encarga de la atención secundaria en la ciudad de Valladolid, Yucatán. Pertenece a la Secretaría de Salud y es regulada por la Jurisdicción Sanitaria n.º 2 de los Servicios de Salud de Yucatán.

## Historia
Desde su fundación, se ubicó en barrio de Sisal, a un costado del ex convento de San Bernardino de Siena. En el año de 2016 fue trasladado a su nueva ubicación, al norte de la ciudad.

## Servicios
Cuenta con servicios de cirugía, medicina interna, ginecología y pediatría tanto para consulta externa como para área de hospitalización; así también, cuenta con un área de urgencias médicas.